# Can Ricart (Sant Feliu de Llobregat)
Can Ricart és un edifici de Sant Feliu de Llobregat (Baix Llobregat) declarat Bé Cultural d'Interès Local.

## Descripció
Antic mas reformat i restaurat, que ha sofert moltes modificacions.
Seguint l'estructura neoclàssica originària s'han conservat els balcons amb barana de ferro però no d'altres elements bàsics. La casa té planta i pis a la façana que dona al carrer i dos pisos a la part central d'entrada a la casa, que en el seu temps era el jardí. La part més alta de l'edifici està acabada amb una cornisa que és la base de la teulada.

## Història
És una de les poques que queden a Sant Feliu.
Segons un avantprojecte de l'arquitecte José Luis Canosa, les reformes no havien d'afectar les característiques típiques de la casa pairal.
A la inauguració de la primera fase de l'habilitació de la finca com a Casal de Cultura, es va presentar un importantíssim recull de troballes prehistòriques: fòssils, monedes i ceràmiques procedents del nostre terme municipal i rodalia.